# 41 km (obwód leningradzki)
41 km (ros. 41 км) – przystanek kolejowy w pobliżu miejscowości Kobrałowo, w rejonie gatczyńskim, w obwodzie leningradzkim, w Rosji. Położony jest na linii Petersburg - Newel - Witebsk.